# 1016

## Esdeveniments
- Batalla de Nesjar: Olaf II de Noruega va derrotar Sveinn Hákonarson, hereu legítim a la corona, consolidant els seus dominis.
- 23 d'abril - Londres, Anglaterra: Edmund II Ironside esdevé rei dels anglesos.[1]

## Naixements
- 25 de juliol: Casimir I de Polònia ('El Restaurador'), aristòcrata polonès, duc de Polònia.

## Necrològiques
- 23 d'abril: Etelred l'Indecís rei d'Anglaterra